# غريغوري باين
غريغوري باين (بالإنجليزية: Gregory Bayne)‏ هو مجدف جنوب أفريقي، ولد في 10 مارس 1972 في جوهانسبرغ في جنوب أفريقيا.

## وصلات خارجية
- غريغوري باين على موقع الاتحاد الدولي للتجديف (الإنجليزية)
- غريغوري باين على موقع اللجنة الأولمبية الدولية (الإنجليزية)
- غريغوري باين على موقع أوليمبيديا (الإنجليزية)